# Journal of Medical Toxicology
Das Journal of Medical Toxicology, abgekürzt J. Med. Toxicol., ist eine wissenschaftliche Zeitschrift, die vom Springer-Verlag veröffentlicht wird. Die erste Ausgabe erschien im Dezember 2005. Derzeit erscheint die Zeitschrift vierteljährlich. Sie ist die offizielle Zeitschrift des American College of Medical Toxicology. Es werden Artikel veröffentlicht, die sich mit der Diagnose, der Behandlung sowie der Prävention von Vergiftungen beschäftigen.
Ein Impact Factor wurde im Jahr 2011 nicht ermittelt.
Chefherausgeberin ist Leslie R. Dye, Waynesville, Ohio, Vereinigte Staaten von Amerika.